# Real Rebola
El Real Rebola es un equipo de fútbol de Guinea Ecuatorial que juega en la Segunda División de Guinea Ecuatorial, la segunda categoría de fútbol en el país.

## Historia
Fue fundado en el año 1978 en la ciudad de Rebola y es uno de los equipos fundadores de la Primera División de Guinea Ecuatorial un año después.
Fue el primer campeón de liga en el país, aunque no han participado en la máxima categoría desde el año 2000 y no han podido ganar un título importante desde entonces.

## Palmarés
- Primera División de Guinea Ecuatorial: 1

1979